# Gle Kubu
Gle Kubu är en kulle i Indonesien.   Den ligger i provinsen Aceh, i den västra delen av landet, 1 800 km nordväst om huvudstaden Jakarta. Toppen på Gle Kubu är 148 meter över havet.
Terrängen runt Gle Kubu är kuperad åt nordost, men åt sydväst är den platt.Runt Gle Kubu är det glesbefolkat, med 18 invånare per kvadratkilometer. I omgivningarna runt Gle Kubu växer i huvudsak städsegrön lövskog.